# World Demise
Albums de Obituary
The End Complete
(1992) Back from the Dead
(1997)
World Demise est le quatrième album studio des floridiens d'Obituary. Sorti en 1994, il a été remasterisé en 1998 avec 4 bonus.
Cet album est basé sur le constat de la destruction de la planète par les Hommes (pollutions, meurtres animaliers, ...).

## Composition du groupe
- Chant : John Tardy
- Guitare : Trevor Peres
- Guitare : Allen West
- Basse : Frank Watkins
- Batterie : Donald Tardy

## Liste des chansons de l'album
1. Don't Care - 3:12
2. World Demise - 3:43
3. Burned in - 3:32
4. Redefine - 4:39
5. Paralyzing - 4:57
6. Lost - 3:59
7. Solid State - 4:38
8. Splattered - 4:15
9. Final Thoughts - 4:10
10. Boiling Point - 3:10
11. Set in Stone - 4:53
12. Kill for Me - 6:01
13. Killing Victims Found (version remasterisée) - 5:05
14. Infected (live) (version remasterisée) - 5:00
15. Godly Beings (live) (version remasterisée) - 2:01
16. Body Bag (live) (version remasterisée) - 5:59